# Oğuzhan Berber
Oğuzhan Berber (* 10. April 1992 in Izmir) ist ein türkischer Fußballspieler.

## Karriere

### Verein
Berber begann mit dem Vereinsfußball in der Jugend des Amateurvereins Karşıyaka Belediye SK und wechselte 2005 in die Jugend von Denizlispor. Im Frühjahr 2010 erhielt er hier einen Profivertrag und absolvierte bis zum Saisonende vier Zweitligabegegnungen. Um ihm Möglichkeit zu geben, ständige Spielpraxis in einer Profiliga zu sammeln, wurde er für die Spielzeit 2011/12 an den Drittligisten der Stadt Denizli, an Denizli Belediyespor, ausgeliehen. Hier kam er als Stammspieler nahezu durchgängig zu Spieleinsätzen.
Zur Saison 2012/13 kehrte er zurück zu Denizlispor. Hier spielte er in der Hinrunde der TFF 1. Lig fast jedes Spiel über neunzig Minuten durch. In der Winterpause 2012/2013 gab er seinen Wechsel zu Çaykur Rizespor bekannt. Mit diesem Verein wurde er zum Saisonende Vizemeister der TFF 1. Lig und erreichte so den Aufstieg in die Süper Lig. In der nächsten Winterpause wurde Berber an den Zweitligisten Şanlıurfaspor ausgeliehen. Dieser Ausleihvertrag kam letztendlich nicht zustande und so wurde Berber stattdessen an den Zweitligisten Adana Demirspor ausgeliehen. Nachdem Berber die Hinrunde der Saison 2014/15 bei Rizespor verbracht hatte, wurde er für die Rückrunde an den Zweitligisten Altınordu Izmir ausgeliehen. Für die Saison 2015/16 lieh ihn sein Klub an den Zweitligisten Samsunspor aus.
Im Sommer 2016 verließ er Rizespor endgültig und heuerte beim Zweitligisten Adana Demirspor an. Zur Saison 2017/18 wurde er vom Erstligisten Kayserispor verpflichtet und wurde von diesem noch innerhalb der gleichen Transferperiode an den Zweitligisten İstanbulspor ausgeliehen. Im Sommer 2019 wechselte er endgültig zu diesem Verein.

### Nationalmannschaft
Berber wurde einmal in die türkische U-21-Nationalmannschaft berufen. In dem Freundschaftsspiel in Bochum gegen die U-21 von Deutschland, welches 1:1 endete, wurde er in der 86. Minute eingewechselt.
Im September 2015 debütierte im Rahmen der Finalbegegnung im International Challenge Trophy 2015 für die türkische A2-Nationalmannschaft, der zweiten Auswahl der türkischen Nationalmannschaft.

## Erfolge
Mit Çaykur Rizespor
- Vizemeister der TFF 1. Lig und Aufstieg in die Süper Lig: 2012/13

Mit der türkischen A2-Nationalmannschaft
- Zweiter im International Challenge Trophy: 2015